# Scotopteryx zumsteinaria
Scotopteryx zumsteinaria är en fjärilsart som beskrevs av De La Harpe 1862. Scotopteryx zumsteinaria ingår i släktet backmätare, och familjen mätare. Inga underarter finns listade.